# 盧日尼采河

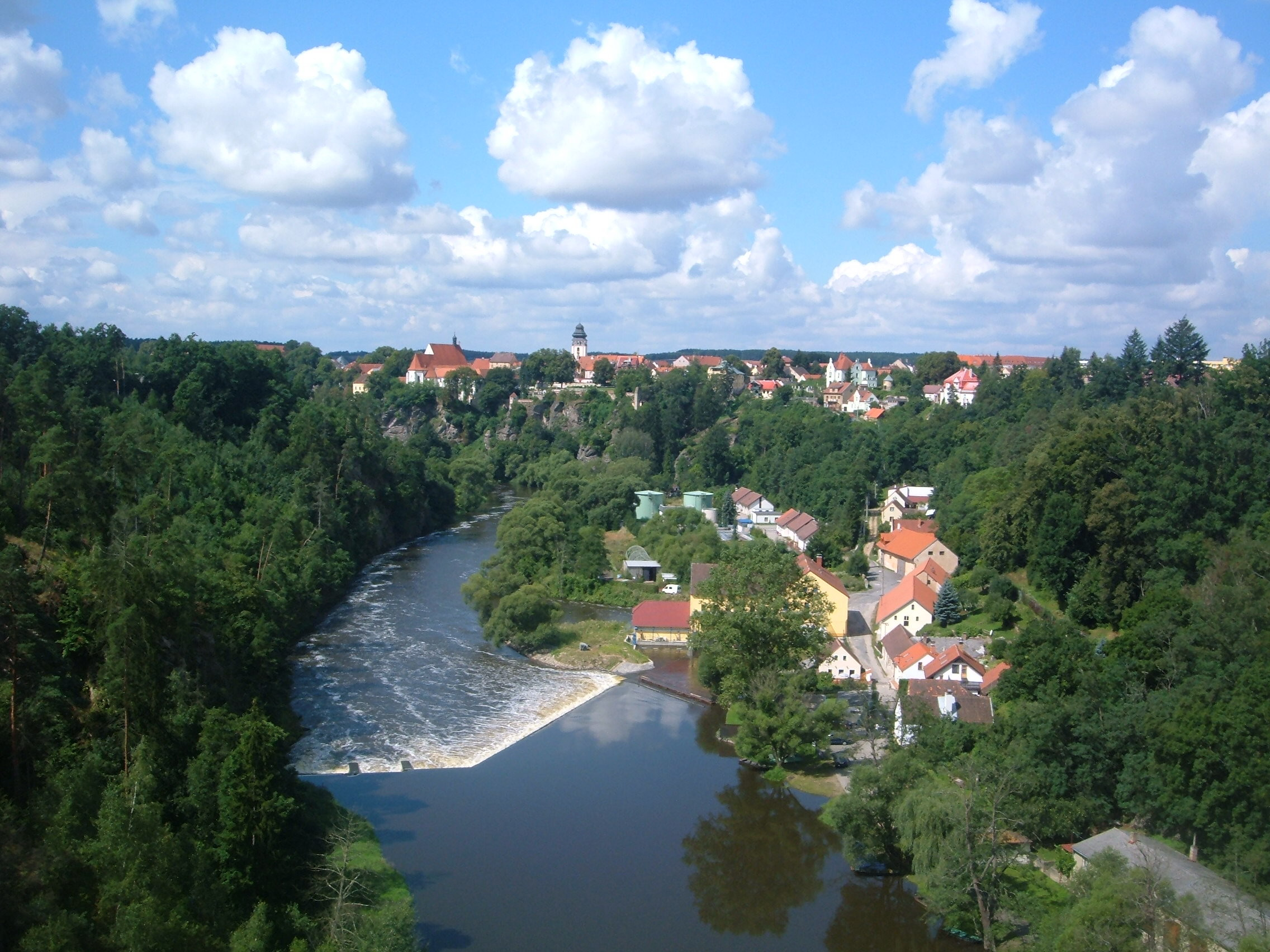

盧日尼采河是歐洲中部的河流，河道全長208公里，流域面積4,226.2平方公里，發源自奧地利東北部，流經捷克西南部，最終注入伏爾塔瓦河。

## 外部連結
- Basic information （英文）
- Detailed information （页面存档备份，存于） （捷克文）